# Saurita temenus
Saurita temenus là một loài bướm đêm thuộc phân họ Arctiinae. Loài này được Stoll mô tả năm 1782. Loài này có ở Suriname và rừng mưa Amazon.